# دالماند
دالماند (به مجاری:  Dalmand) یک شهرداری در مجارستان است که در ناحیه دومبووار واقع شده‌است. دالماند ۴۸٫۷۷ کیلومتر مربع مساحت و ۱٬۴۶۰ نفر جمعیت دارد.